# ラヴ・アンド・セフト
『ラヴ・アンド・セフト』（"Love and Theft"）は、2001年にリリースされたボブ・ディラン31枚目のスタジオ・アルバム。原題はダブルクォーテーションで囲まれている。
ビルボード200チャートで最高5位、ビルボード・トップ・カナディアン・アルバムで3位、ビルボード・トップ・インターネット・アルバムで1位、全英アルバム・チャートで3位、日本のオリコンで29位を記録した。RIAAよりゴールド・ディスクに認定されている。
『ローリング・ストーン誌が選ぶオールタイム・ベストアルバム500』に於いて、385位にランクイン。
「フローター」の歌詞に、佐賀純一の『浅草博徒一代』から借用した表現が見られることが話題となったが、佐賀本人は「むしろ光栄」と喜び、著作権問題に至ってはいない。

## 収録曲
特記なき楽曲はボブ・ディラン作詞・作曲
1. トゥイードル・ディー＆トゥイードル・ダム - Tweedle Dee & Tweedle Dum – 4:46
2. ミシシッピー - Mississippi – 5:21
3. サマー・デイズ - Summer Days – 4:52
4. バイ・アンド・バイ - Bye and Bye – 3:16
5. ロンサム・デイ・ブルース - Lonesome Day Blues – 6:05
6. フローター（トゥー・マッチ・トゥ・アスク） - Floater (Too Much to Ask) – 4:59
7. ハイ・ウォーター（フォー・チャーリー・パットン） - High Water (For Charley Patton) – 4:04
8. ムーンライト - Moonlight – 3:23
9. オネスト・ウィズ・ミー - Honest with Me – 5:49
10. ポー・ボーイ - Po' Boy – 3:05
11. クライ・ア・ホワイル - Cry a While – 5:05
12. シュガー・ベイビー - Sugar Baby – 6:40

US初回限定版は未発表音源を収録したボーナスディスク付属
1. I Was Young When I Left Home
  - トラディショナル、編曲: ディラン

1961年12月録音
2. The Times They Are A-Changin'
1963年10月録音、オルタネイト・バージョン

## 参加ミュージシャン
- ボブ・ディラン – ボーカル、ギター、ピアノ
- Larry Campbell – ギター、バンジョー、マンドリン、ヴァイオリン
- チャーリー・セクストン – ギター
- Tony Garnier - ベース
- オーギー・マイヤーズ – アコーディオン、ハモンド・オルガンB3、Voxオルガン
- David Kemper – ドラムス
- Clay Meyers – ボンゴ

## リリース
日本
| 日付           | レーベル | フォーマット | カタログ番号 | 付記         |
| -------------- | -------- | ------------ | ------------ | ------------ |
| 2001年9月12日  | ソニー   | CD           | SRCS-2535    | オリコン29位 |
| 2003年12月17日 | ソニー   | SACD HYBRID  | MHCP-10016   |              |